# Bellesa i poder
Bellesa i poder (títol original en anglès, The Bold and the Beautiful) és una telenovel·la estatunidenca creada per William J. Bell i Lee Phillip Bell per a CBS. Es va estrenar el 23 de març de 1987, com a sèrie germana de l'altra telenovel·la dels Bells The Young and the Restless; diversos personatges de cadascun dels dos programes s'han entrecreuat des de principis de la dècada del 1990. Ambientada a Los Angeles, l'espectacle se centra en la família Forrester i el seu negoci d'alta costura. Es van doblar alguns capítols al català per a La 2 i es van reemetre a 8tv.
El programa compta amb un repartiment coral, encapçalat pels seus actors més veterans John McCook com a Eric Forrester i Katherine Kelly Lang com a Brooke Logan. Des de la seva estrena, el programa s'ha convertit en la telenovel·la més vista del món, amb una audiència estimada de 26,2 milions d'espectadors. A partir del 2010, va continuar mantenint la segona posició a les classificacions setmanals de Nielsen per als drames diürns. La sèrie ha guanyat 77 premis Daytime Emmy, inclosos tres guardons de la categoria de la millor sèrie dramàtica, el 2009, el 2010 i el 2011.
El 7 de setembre de 2011, la sèrie va passar a la televisió d'alta definició, convertint-se en la penúltima telenovel·la estatunidenca en fer el canvi, en aquell moment. Bellesa i poder va ser l'última telenovel·la estatunidenca que va fer la transició a causa de la cancel·lació de One Life to Live d'ABC abans que tornés juntament amb All My Children el 29 d'abril de 2013. És la telenovel·la diürna més jove que s'emet als Estats Units, que celebra el seu trentè aniversari el 23 de març de 2017. La sèrie va emetre el seu episodi número 9.000 el 18 d'abril de 2023. La sèrie va ser renovada durant la temporada 2024-2025.